# Французько-чеські відносини
Французько-чеські відносини складаються з сучасних та історичних відносин між Чехією та Францією. Перші дипломатичні контакти між двома країнами склалися ще в часи Середньовіччя.
Франція була першою країною, яка визнала Чехословаччину 28 жовтня 1918 року. Франція підтримала підписання Малої Антанти і після цього, 25 січня 1924 р., підписала Договір про союз і дружбу між Францією та Чехословаччиною.
Чехія має посольство в Парижі та чотири почесні консульства (у Ліллі, Ліоні, Нансі та Нанті). Франція має посольство в Празі.
Обидві країни є повноправними членами НАТО та Європейського Союзу. З 1999 року Чехія також є спостерігачем у Франкофонії.

## Освіта
У Празі діє французька міжнародна школа Lycée français de Prague.